# Samuel Alphonsus Stritch
Pour les articles homonymes, voir Stritch (homonymie).
Samuel Alphonsus Stritch (né le 17 août 1887 à Nashville (Tennessee) et mort le 26 mai 1958 à Rome), est un cardinal américain de l'Église catholique du XXe siècle, nommé par le pape Pie XII.

## Biographie
Samuel Stritch étudie à Cincinnati et à Rome. Il fait du travail pastoral à Nashville (1910-1916) et y est secrétaire de l'évêque (1916-1917) et chancelier diocésain (1917-1921).
Il est élu évêque de Toledo 1921, promu à l'archidiocèse de Milwaukee en 1930 et transféré à l'archidiocèse de Chicago en 1939. Le pape Pie XII le crée cardinal lors du consistoire du 18 février 1946. Le cardinal Stritch est pro-préfet de la "Congrégation pour la Propaganda Fide".